# Duinafslag
Duinafslag is het verschijnsel dat na een harde storm en hoge zee een flink deel van de duinen kan afslaan.
Duinafslag is een natuurlijk proces. Na de afslag stuift het zand langzamerhand vanzelf weer op. Toch kan duinafslag, als de duinen deel uitmaken van de zeewering een risico vormen voor overstroming van het achterland.
Gebouwen die te dicht op de rand van de duinen zijn gebouwd, kunnen door de duinafslag ondermijnd worden en uiteindelijk verzakken.

## Berekenen van Duinafslag

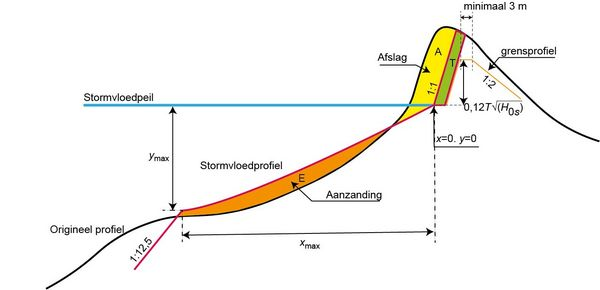
Afslagprofiel conform Vellinga en Leidraad Duinafslag

Een strand heeft een redelijk stabiel evenwichtsprofiel, dat een functie is van de golfhoogte, golfperiode en de korrelgrootte van het zand op het strand. Het evenwichtsprofiel heeft de vorm van een parabool, waarvan het minimum op de waterlijn ligt. Bij een storm is sprake van een grotere golfhoogte, langere periode en een hogere waterstand. Tijdens die storm wil het profiel zich dus aanpassen aan de veranderde situatie. Het nieuwe evenwichtsprofiel ligt hoger dan het profiel van kalm weer. Er is dus zand nodig om dit profiel aan te vullen. Dit zand wordt aangevoerd uit het duin, dat dus afslaat. Dit afslagproces gaat net zo lang door totdat er een nieuw evenwicht is ontstaan, dus totdat A = E. Dit proces is de basis van duinafslagberekeningen en ook van de toetsing of een duin nog wel bestand is tegen een maatgevende storm. In 1984 is deze methode vastgelegd, en in de basis in 2019 nog steeds geldig. Het technisch rapport van 2007 bevat hetzelfde basisprincipe. In de huidige probabilistische overstromingsrisicobenadering is deze ook methode ingebouwd.
De basis is het evenwichtsprofiel dat in 1980 door Vellinga
uit proeven is bepaald, vanaf 2006 is dit iets aangepast:
{\displaystyle {\frac {7{,}6}{H_{0s}}}y=0{,}4714\left[\left({\frac {7{,}6}{H_{0s}}}\right)^{1{,}28}\left({\frac {12}{T_{p}}}\right)^{0{,}45}\left({\frac {w}{0{,}0268}}\right)^{0{,}56}x+18\right]^{0{,}5}-2{,}00}
waarin:
H0s significante golfhoogte op diep water
Tp piekperiode in diep water
w valsnelheid van zanddeeltjes in zeewater
x afstand vanaf de duinvoet (richting zee gemeten)
y diepte van het profiel onder stormvloedpeil
Dit profiel loopt door tot een diepte:
{\displaystyle x_{\mathrm {max} }=250\left({\frac {H_{0s}}{7{,}6}}\right)^{1{,}28}\left({\frac {0{,}0268}{w}}\right)^{0{,}56}}
oftewel
{\displaystyle y_{\mathrm {max} }=\left[0{,}4714\left[250\left({\frac {12}{T_{p}}}\right)^{0{,}45}+18\right]^{0{,}5}-2{,}0\right]\left({\frac {H_{0s}}{7{,}6}}\right)}
en gaat daarna door onder een helling van 1:12,5 tot het oorspronkelijke profiel wordt gesneden.
Vaak wordt de valsnelheid met de Wet van Stokes bepaald, maar voor zanddeeltjes kan beter gebruikt worden:
{\displaystyle \log \left({\frac {1}{w}}\right)=0{,}476\log ^{2}d_{50}+2{,}181\log d_{50}+3{,}226}
In deze formule is de logaritme een decimale logaritme en is d50 de d50 van het duinzand (in m). Deze formule is geldig voor zeewater met een temperatuur van 5 °C.
Dit model (het bepalen van de afslag door het verschuiven tot A=E) wordt ook wel het Duros-model genoemd.
Duinafslag kan ook (tijdsafhankelijk) berekend worden met het programma Xbeach.
Dit programma berekent de verandering van het dwarsprofiel tijdens een storm. Omdat een berekening met Xbeach veel uitgebreider is dan met Duros, is deze methode niet geschikt voor routinematige toetsing van duinen. Xbeach wordt vooral gebruikt voor onderzoek en voor het ontwerpen van niet-standaard situaties langs de kust, alsmede voor toetsing van profielen die niet met het standaard Duros+ model getoetst kunnen worden.

## Toetsen van duinafslag
De bepaling van de afslag wordt nu uitgevoerd door het met de formule van Vellinga berekende profiel op de stormvloedlijn te leggen, en dan zo te schuiven dat de hoeveelheid erosie gelijk is aan de hoeveelheid aanzanding (dus totdat A=E). Hierbij wordt aangenomen dat het nieuw te vormen duinfront een helling van 1:1 heeft.
Voor een veiligheidsbeoordeling moet er nog met een veiligheidsmarge gerekend worden. Deze veiligheidstoeslag is in de leidraad van 1984 als volgt bepaald:
- Neem in plaats van het stormvloedpeil en waterstand die iets hoger is, nl. het rekenpeil. Dit ligt op stormvloedpeil + 2/3 decimeringshoogte. De decimeringshoogte is het hoogteverschil tussen de waterstand behorende bij een 10 maal zo kleine overschrijdingsfrequentie als die van het ontwerppeil en het ontwerppeil zelf. In Nederland ligt de decimeringshoogte tussen de 68 en 72 cm.
- Neem in plaats van de werkelijke korrelgrootte een rekenkorrelgrootte die gelijk is dan de werkelijke korrelgrootte minus vijf maal de relatieve standaarddeviatie van de korrelgrootte. Voor Nederlandse stranden ligt de rekenkorrelgrootte tussen de 150 en 250 μm.
- Voeg achter het berekende afslagpunt een toeslag toe met de omvang 0,25 A* +20 (m³/m), waarin A* de berekende afslag boven het rekenpeil is.
- Achter deze berekende afslag moet dan nog een grensprofiel aanwezig zijn met een hoogte {\displaystyle h_{0}=RP+0{,}12T{\sqrt {H_{0s}}}}, waarin RP het rekenpeil is en T de piekperiode van het spectrum.
- Het grensprofiel moet een doorgaande lijn langs de kust vormen, en mag niet worden bebouwd.

De hier genoemde toetsingsmethode wordt ook wel het Duros+ model genoemd.
Als het werkelijke profiel overeenkomt met de berekende waarde van A*+T plus het grensprofiel is de bezwijkkans van dit profiel 1/10 van de kans van voorkomen van het gekozen stormvloedpeil.

## Toetsing conform de overstromingsrisicobenadering
In 2017 is overgestapt op een nieuwe normering en toetsing voor waterkeringen gebruikmakend van het overstromingsrisico. Aangezien duinen altijd al getoetst werden op een faalkans is de aanpassing minder ingrijpend dan bij dijken. Er zijn inmiddels wel kleine aanpassingen aan het model, noodzakelijk voor bijzondere situaties (zoals ondiepe voorlanden, constructies in het duin, etc.). Het programma MorphAn maakt dit mogelijk; feitelijke is het bovengenoemde toetsingsmodel (Duros+) hierin ingebouwd.
De kustlijn moet opgedeeld worden in secties, en vervolgens moet de overstromingskans per kustsectie bepaald wordt. Dit gebeurt met behulp van de schematiseringshandleiding voor de zandige kust.